# Батак (нос)
Вижте пояснителната страница за други значения на Батак.
Носът Батак (на английски: Batak Point) е скалист морски нос, намиращ се на северозападния бряг на остров Смит, разположен 7 km на север-североизток от нос Джеймс, 2.5 km на юг-югозапад от нос Листа и 1.7 km северозападно от връх Органа.
Наименуван е на град Батак в Южна България. Името е официално дадено на 4 септември 2008 г.
Българско картографиране от 2009 г.

## Карти
- Л. Иванов. Антарктика: Остров Ливингстън и острови Гринуич, Робърт, Сноу и Смит. Топографска карта в мащаб 1:120000. Троян: Фондация Манфред Вьорнер, 2009. ISBN 978-954-92032-4-0